# Colegiul Național „Nicolae Bălcescu” din Brăila

## Istoric[1]
Colegiul Național „Nicolae Bălcescu” din Brăila este un monument istoric aflat pe teritoriul municipiului Brăila.  In prezent, Colegiul National "Nicolae Balcescu" este o forma de invatamant gimnazial si liceal. Pe 6 decembrie 1863 are loc deschiderea oficiala a scolii (prin Ordinul nr. 1867 al Ministerului Cultelor și Instrucțiunii Publice se aprobă crearea a două clase reale, finanțate din fondurile proprii ale Municipalității. Este actul de naștere al Școlii Reale, prima școală secundară pe meleagurile brăilene), numita atunci "Scoala Reala". In 1871 se schimba forma de invatamant, devenind "Gimanziu Clasic Comunal", in 1880 devenind "Gimanziul Real", iar in 1888 "Liceul Real", fiind primul liceu real din țară.  La începutul perioadei comuniste liceul a funcționat ca școală cu durată de 11 ani, purtând denumirea de Liceu de Băieți Tip XI  „Nicolae Bălcescu”; iar in 1989 devine Liceul Teoretic „Nicolae Bălcescu”; prin Ordinul nr. 5762 al Ministerului Învățământului se schimbă numele Liceului Teoretic „Nicolae Bălcescu” în Colegiul Național „Nicolae Bălcescu” in 1996.
In prezent  Colegiul funcționează cu 28 de clase, 4 de nivel gimnazial, 24 de nivel liceal.
"Misiunea noastră este formarea fiecărui elev în acord cu potențialul său și cu interesele sale, în tradiția celui mai respectat lăcaș de învățământ din orașul și județul nostru. Valorizăm talentele și capacitățile elevilor noștri, le oferim calea spre înalta performanță și autorealizare, oferim suport educațional pentru dezvoltarea personală a tuturor copiiilor și adolescenților care aleg Colegiul nostru. Suntem deschiși către cerințele comunității, răspundem exigențelor unei educații la standarde europene, oferim șanse de afirmare în plan național și internațional." 

## Personalități

### Academicieni
- Petre Andrei (1891-1940), membru post-mortem din 1991
- Ana Aslan (1897-1988), membru din 1974
- Ștefan Bălan (1913-1991), membru din 1963
- Ion N. Băncilă (1901-2001), membru din 1991
- Constantin D. Chiriță (1902-1993), membru din 1990
- Teodor Dima (1939-2019), membru din 2011
- Ștefan Minovici (1867-1935), membru corespondent din 1925
- Petru Mocanu (1931-2016), membru din 2009
- Basil Munteanu (1897-1972), membru corespondent din 1939
- Gheorghe Munteanu-Murgoci (1872-1925), membru corespondent din 1923
- Dimitrie S. Panaitescu-Perpessicius (1891-1971), membru din 1955
- Cezar Papacostea (1886-1936), membru corespondent din 1936
- Gheorghe Petrașcu (1872-1949), membru din 1936
- Tudor R. Popescu (1913-2004), membru de onoare din 1993
- Radu R. Rosetti (1877-1949), membru din 1934
- Constantin Sandu-Aldea (1874-1927),  membru corespondent din 1919
- Anastase Simu (1854- 1935),  membru de onoare  din 1933
- Victor Vâlcovici(1895-1970), membru din 1965

### Scriitori
- Anton Bacalbașa (1865-1899)
- Ion Bacalbașa⁠(d) (1863-1918)
- Camil Baltazar (1902-1977)
- Mihail Celarianu (1893-1985)
- Panait Cerna (1881 -1913)
- Lucian Chișu⁠(d) (n. 1952)
- Theodor Constantin	(1910-1975)
- Mihail Crama	(1923-1994)
- Gabriel Dimisianu	(n. 1936)
- Mihu Dragomir	(1919-1964)
- Barbu Alexandru Emandi (1908-1983)
- Leon Feraru⁠(d)  (1887-1961)
- Mircea Gheorghiu	(1899-1947)
- Valeriu Gorunescu	(n.1922)
- George Gregorian	(1886-1962)
- Titus Mocanu	(1923)
- Dinu Moroianu	(1920-1973)
- Bazil Munteanu (1897- 1972)
- Ion Mustață	(1936)
- C.N. Negoiță
- Pompiliu Păltănea	(1889-?)
- Ștefan Petică	(1877-1904)
- Petru Pintilie (1922-1983)
- Dragoș Protopopescu (1892-1948), profesor de română și franceză
- Iuliu Cezar Săvescu (1866-1903)
- Eugen Schileru	(1916-1968)
- Mihail Sebastian	(1907-1945)
- Ion Dumitru Teodorescu	(1938-2000)
- Dumitru Tiutiuca	(n. 1941)
- Andrei Tudor⁠(d)	(1907-1959)
- Gheorghe Tuleș	(1906-1981)
- Ion Al. Vasilescu-Valjan (1881 -1960)
- Teodor Vârgolici (n. 1930)
- Ilarie Voronca (1903-1946)

### Alte personalități
- Constantin Atanasiu⁠(d) (1897-1988)